# Нагорськ
Наго́рськ (рос. Нагорськ) — селище міського типу, центр Нагорського району Кіровської області, Росія. Адміністративний центр та єдиний населений пункт Нагорського міського поселення.

## Населення
Населення становить 4476 осіб (2017; 4500 у 2016, 4593 у 2015, 4635 у 2014, 4686 у 2013, 4765 у 2012, 4903 у 2010, 4745 у 2009, 5138 у 2002, 5824 у 1989, 5346 у 1979, 4253 у 1970, 2013 у 1959).

## Історія
Селище засноване 1595 року, статус селища міського типу надано 1965 року.